# FRISC

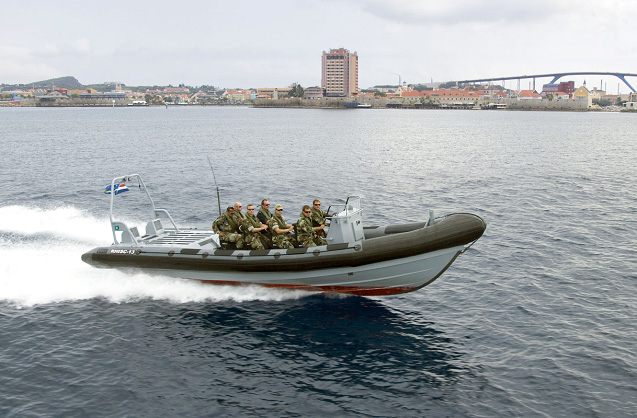
FRISC tijdens een proefvaart in het Caribisch gebied

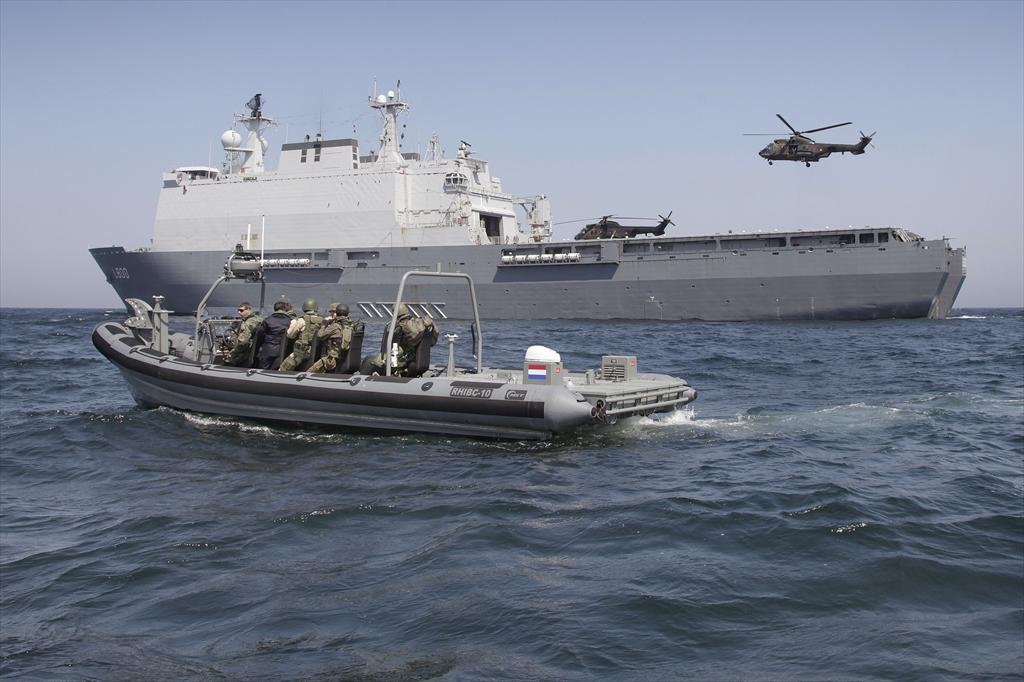
Een FRISC van Zr.Ms. Rotterdam

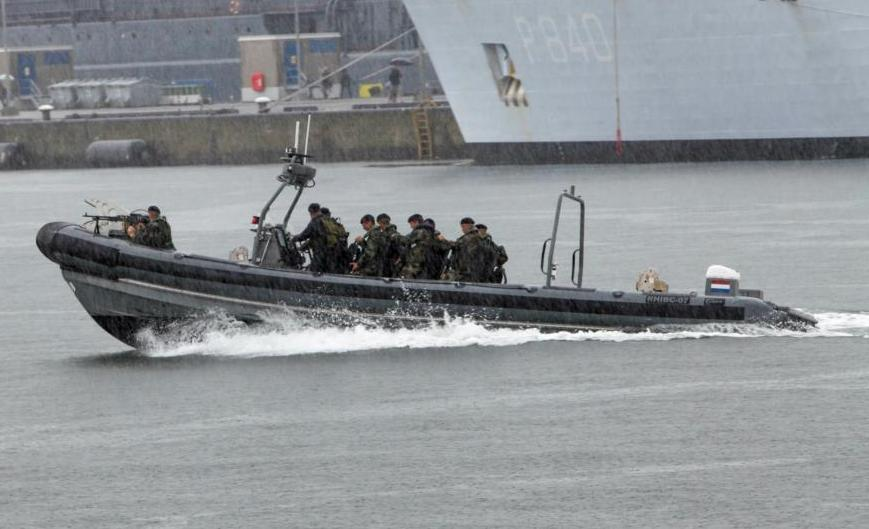
FRISC in actie op de Marinedagen 2012

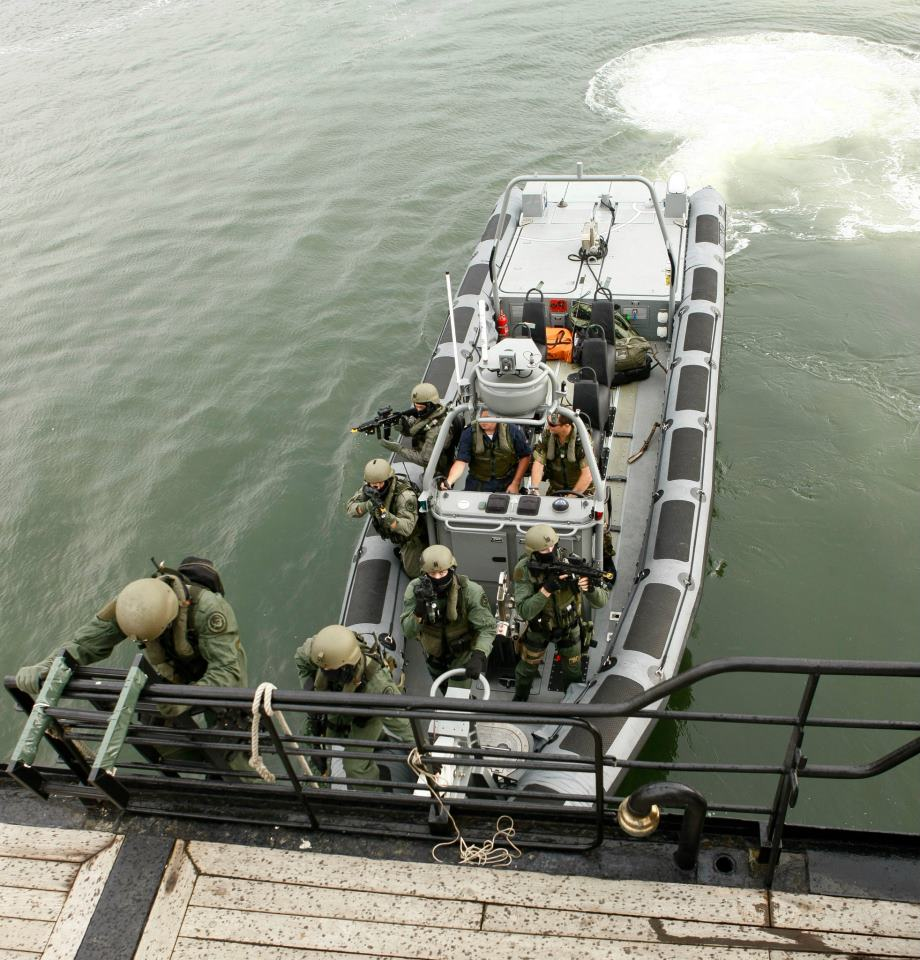
Mariniers enteren een zogenaamd gekaapt schip met de FRISC

De FRISC is een snel vaartuig van de Nederlandse Koninklijke Marine. FRISC staat voor Fast Raiding Interception Special Forces Craft (snel onderscheppings- en beveiligingsvaartuig). De FRISC's zullen gebruikt worden voor anti-smokkel-, antipiraterij- en amfibische operaties van het Korps Mariniers en de Koninklijke Marine. In totaal zullen 48 FRISC's dienstdoen bij de marine, waaronder 8 voor onderscheppingstaken aan boord van de patrouilleschepen van de Hollandklasse, 28 voor gebruik door het Korps Mariniers en 12 kleinere FRISC's in het Caribisch gebied voor patrouilletaken en anti-smokkeloperaties.

## Behoefte
De FRISC is een samenvoeging van meerdere projecten van de marine. Er was extra capaciteit nodig voor Speciale eenheden, bijvoorbeeld antiterreureenheden. Ook voldeed de kleinere LCRM van het Korps Mariniers niet volledig aan de eisen en is er in het Caribisch gebied behoefte aan snelle vaartuigen voor patrouilletaken en anti-smokkeloperaties. Ook voor de bestrijding van piraterij voor de kust van Somalië was een groter en sneller vaartuig nodig voor het uitvoeren van enteringen. De huidige RHIB's zijn hier niet geschikt voor door hun kleine passagierscapaciteit, lagere snelheid en kleinere actieradius.

## Eigenschappen en uitrusting
Het vaartuig is gebaseerd op de MST 1000 Enforcer van Marine Specialised Technology Ltd. De FRISC's hebben een maximale snelheid van meer dan 45 knopen, wat neerkomt op ongeveer 80 km per uur. De standaardbemanning bestaat uit twee personen, een bestuurder en een navigator. Afhankelijk van de versie van het schip kunnen er 3-8 passagiers mee. De boten zijn 9,5 en 12 meter lang en hebben door hun vorm een goede zeewaardigheid en zijn erg wendbaar. Ze beschikken verder over uitgebreide navigatie- en communicatieapparatuur.
De vaartuigen zijn standaard niet bewapend, maar wel voorzien van affuiten voor het plaatsen van twee FN MAG 7,62 mm-mitrailleurs tijdens operaties in risicogebieden. Ook zijn de mariniers aan boord bewapend.

## Kritiek
De Telegraaf schreef op 15 oktober 2011 een artikel waarin de boten als levensgevaarlijk werden neergezet. Hierdoor ontstond onrust binnen het Ministerie van Defensie en de Tweede Kamer. Zo zouden de stoelen tijdens een proefvaart bij bochten met hoge snelheid afbreken en de rubberen tube scheuren. In een brief aan de Tweede Kamer reageerde minister Hillen op kamervragen over proefvaarten met de FRISC. Het zou gaan om eerdere proeven met een civiel model en een andere versie van het vaartuig. Een testteam van mariniers zocht de grenzen op om de zwakke punten te ontdekken. Naar aanleiding van de proefvaarten zou de fabrikant MST meer dan 70 aanpassingen hebben gedaan.

## Huidige situatie
Alle 48 Nederlandse en beide Belgische FRISC's zijn door MST geleverd aan de Koninklijke Marine. In juni 2012 zijn twee boten aan boord van het eerste patrouilleschip Zr.Ms. Holland geplaatst voor proefvaarten aan de oostkust van de Verenigde Staten. Op de Marinedagen 2012 is de FRISC uitgebreid voorgesteld aan het publiek. Zo vonden er diverse demonstraties plaats waarin men de veelzijdigheid van de FRISC toonde. Op 11 juli 2012 zijn vier FRISC's met Zr.Ms. Rotterdam vertrokken naar de wateren bij Somalië om deel te nemen aan Operation Ocean Shield van de NAVO voor de bestrijding van piraterij. Deze vaartuigen hebben een belangrijke bijdrage geleverd aan de bevrijding van een gekaapte Dhow op 13 augustus. Eind september is een FRISC tijdens een patrouille vlak onder de kust beschoten vanaf het land, de Nederlandse militairen vuurden terug maar de schutter wist te ontkomen. Er vielen geen gewonden en er was geen schade.
In maart en mei 2013 bewezen de FRISC's vanaf Zr.Ms. Friesland hun nut bij de strijd tegen drugs. Bij de eerste actie werd een snelle boot onderschept, welke beladen was met 1453 kilogram cocaïne. Een tweede drugsvangst vond plaats voor de kust van Costa Rica, ditmaal werden 89 balen marihuana van totaal 1.600 kilogram uit het water gevist na een nachtelijke achtervolging.
Ook vanaf Zr.Ms. Holland waren de FRISC's succesvol. In relatief korte tijd werden drie smokkelboten onderschept, de meeste lading werd overboord gegooid. Tijdens één actie wist de marine 688 kilogram cocaïne te bergen.

## FRISC Squadron Korps Mariniers
Het grootste gedeelte van de FRISC-vaartuigen is bestemd voor het Korps Mariniers. Van de 48 vaartuigen zijn 14 bestemd voor de Caribische delen van het Koninkrijk. Acht vaartuigen worden vanuit OPV's ingezet. In Nederland worden 26 vaartuigen aangestuurd door het Surface Assault and Training Group (SATG). Binnen SATG zorgt FRISC Squadron voor de inzetgereedheid van materieel en personeel. Voor deze taak heeft het squadron beschikking over 59 functies, waarvan 5 binnen de staf. De overige functies zijn ingedeeld in drie verschillende troops of sections. Binnen het squadron zijn drie verschillende troops en sections beschikbaar voor diverse taken:
1. Raiding Craft troop; ten behoeve van amfibische landingen en rivierpatrouilles
2. MCT section; ten behoeve van de antiterreureenheid van het Korps Mariniers
3. SO section; ten behoeve van Maritime Special Operation Forces (MARSOF) van het Korps Mariniers